# Културна станица Еђшег
Културна станица Еђшег је једна од установа културе у Новом Саду, налази се у улици Антона Чехова 4.

## Историјат
Зграда културне станице је изграђена 1890. године од Новосадског грађанског стрељачког друштва на стогодишњицу његовог оснивања. Дело је Георга Молнара, идејног творца градске куће. Грађена је у еклектичком стилу типичном за крај 19. века. Главна дворана је декорисана, док је таваница осликана сценама из лова и сеоског живота испреплетаним са геометријским и флоралним мотивима. После деценија пропадања, реновирана је 2012. године у сврху културних потреба града али је ретко коришћена. У септембру 2018. је предата на управу Фондацији Нови Сад 2021. која примењује нове европске моделе и стратегију креативних места за локалну заједницу. Данас је отворен за грађане и културну сцену под слоганом „дворац за породицу” нудећи разноврстан програм за породице са децом и старије. Програми су већином производ локалних активних уметника и невладиних организација, али и европских уметника који долазе у град кроз програм мобилности Фондације Нови Сад 2021.